# Abodriten
De Abodriten of Obodriten waren een vroegmiddeleeuws verband van West-Slavische stammen rond de Elbe. Zij woonden in het gebied van het tegenwoordige Mecklenburg en Holstein. Lange tijd verbonden zij zich met Karel de Grote in zijn oorlogen tegen de Germaanse Saksen en de Slavische Veleti of Wilzen.
Een poos lang is Liubice (Lübeck) de zetel van de vorsten van de Abodriten, die meestal uit de familie der Nakoniden (regeerde 960 – 1129) komen. Hun burcht lag waar de Schwartau uitstroomt in de Trave. De naam 'Abodriten' betekent 'afstammelingen van Abodr'.
Traditioneel waren de Abodriten de vijanden van de eveneens Slavische Wilzen. Deze onenigheid is vermoedelijk terug te voeren op gebiedsaanspraken. Uit de Abodriten komt ook het tot 1918 regerende vorstengeslacht van Mecklenburg voort. Deze hertogen (vanaf 1815 groothertogen) zijn daarmee een van de zeldzame Duitse vorstengeslachten die van de Slavische koningen afstammen.
Adam van Bremen (ca. 1050 - ca. 1085) noemt de Obodriten 'Reregi' omdat ze in Reric aan de Oostzee in zijn tijd een lucratieve handelsstad hadden. Duitse bronnen noemen hen vaak 'Wenden'.

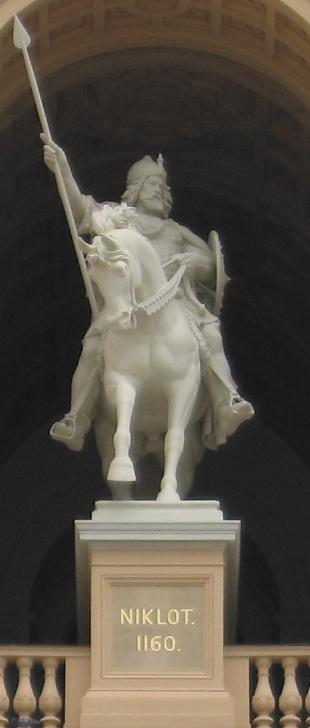
Standbeeld van koning Niklot in het kasteel van Schwerin

## Stammen
De voornaamste stammen van de Abodriten-confederatie waren:
- de Abodriten in engere zin (van de baai van Wismar tot het meer van Schwerin);
- de Wagri (in oostelijk Holstein);
- de Warnower of Warnabi (aan de Warnow en bij Mildenitz, omgeving van Rostock);
- de Polabi of Polaben (tussen de Trave en de Elbe).

Tot de confederatie behoorden ook min of meer:
- de Linonen bij Lenzen;
- de Travnjane aan de Trave;
- de Drevani in het Wendland bij Hannover (Lüchow-Dannenberg) en in de noordelijke Altmark, tussen Hamburg en Maagdenburg.

## Overzicht geschiedenis
Rond het jaar 700 trokken Slavische groepen het gebied tussen Oostzee, Elbe en Warnow binnen. Al in 794-799 streden de Abodriten in een verbond met de Franken onder Karel de Grote tegen de met de Wilzen verbonden Saksen. In 798 vond het beslissende treffen plaats op het Sventanafeld (of Schwentinefeld; bij Bornhöved, in de omgeving van Neumünster). De Abodriten behaalden daar onder prins Drozko de overwinning. Als beloning kregen zij in 804 delen van het voormalige Saksische woongebied, met name Holstein, inclusief Hamburg, waaruit keizer Karel de heidense Saksen verdreven had. 
Tegen het einde van de 8e eeuw waren de eerste vorsten historisch aantoonbaar. In het jaar 808 werd de hoofdstad Reric door de vikingkoning Gudfred (804-810) vernietigd. Vanaf 810 richtten de Saksen de Limes Saxoniae op, een leeg gebied met ondoordringbare bossen en hagen van Kiel tot voorbij Lübeck in het zuiden, om zich te beschermen tegen overvallen door de Abodriten. Vanaf 819 was Liubice de voornaamste burcht aan de monding van de Schwartau.

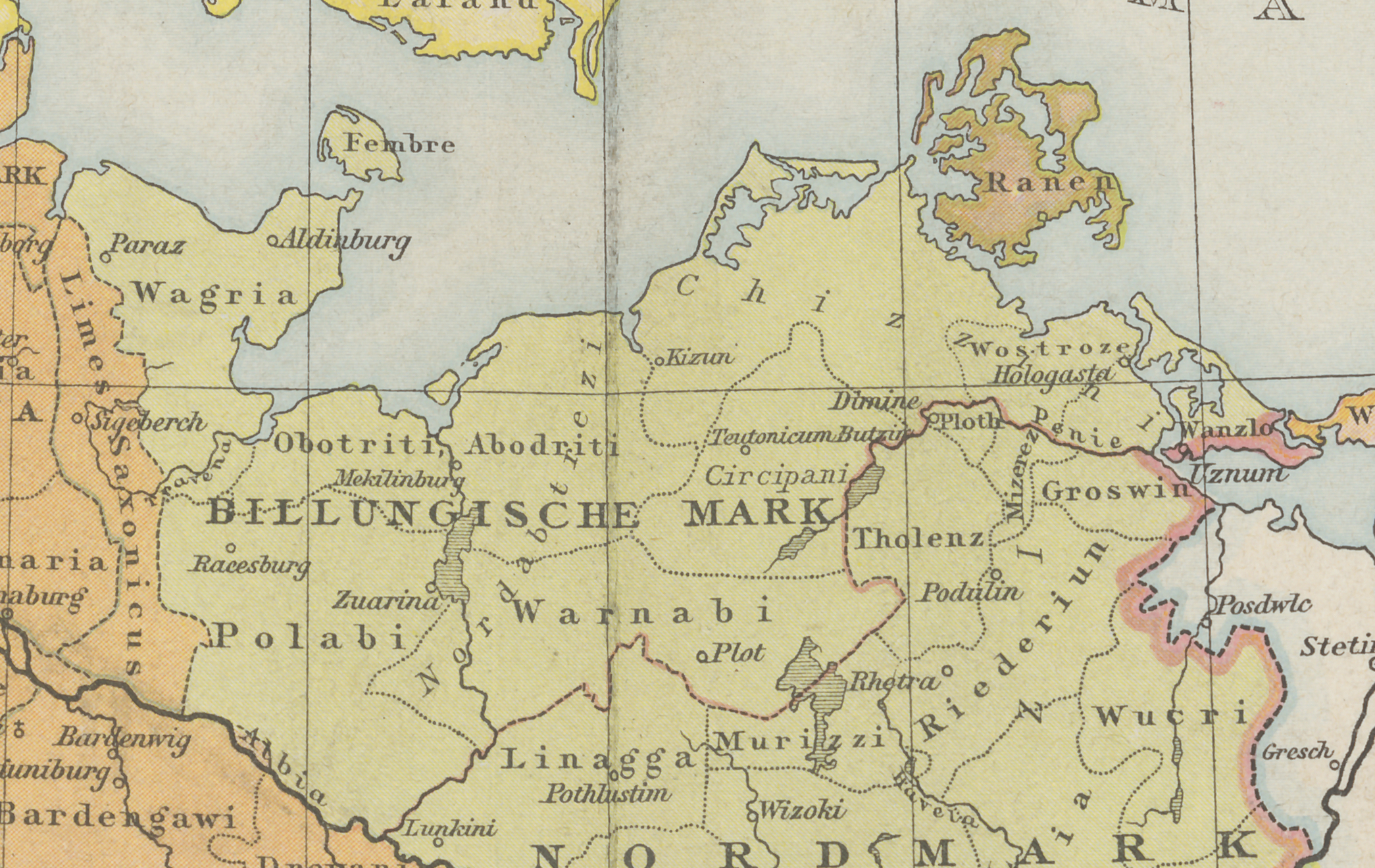
Kaart (1886) van de Billunger Mark rond het jaar 1000, met de stammen van de Abriten-confederatie

## Saksische onderwerping
Keizer Otto I trok in 955 ten strijde tegen de Abodriten en overwon hen op 16 oktober 955 in de Slag aan de Raxa. Hij onderwierp de Abodriten en stichtte op hun gebied de mark van de Billungen, tussen Elbe en Oostzee. In 936 al had Otto de Saksische graaf Herman Billung benoemd tot princeps militiae in dat gebied. Nog geen dertig jaar later (983) begon de eerste grote Slavische opstand. De Abodriten wisten zich van de Duitse heerschappij te bevrijden. De Saksische feodale heren moesten het gebied voorlopig opgeven.
Zowel verbonden met de Karolingen als met hun Ottoonse opvolgers, streden de Abodriten van 800 tot 1200 tegen de koningen van Denemarken, die de oevers van de Oostzee willen regeren zonder inmenging van de keizers. Zodra het keizerrijk verslapte, probeerden ook de Abodriten hun macht uit te breiden. In 983 vernietigden zij onder leiding van hun koning Mstivoj een eerste keer Hamburg. Op andere momenten gingen ze op strooptocht en inden schatting van de Noormannen en Saksen.

## Kruistocht tegen de Wenden
In 1043 werd Godschalk Nakonide hertog (knes, koning) van de Abodriten. In navolging van aartsbisschop Adalbert van Bremen probeerde hij een christelijke staat van Elbe-Slaven te stichten, naar Pools voorbeeld. Na de val van Adalbert in 1066 werd Godschalk vermoord en Kruto nam de macht over. Hij overviel onder meer de Hammaburg (Hamburg) en vernietigde deze.

In 1090 echter vermoordde Godschalks zoon Hendrik - met hulp van de Noormannen - zijn tegenstander Kruto en trok na de slag van Schmilau (1093) de macht aan zich. Toen Hendrik in 1127 stierf, verbrokkelde zijn rijk, zeker nadat in 1131 zijn zwager Knut vermoord werd.
Korte tijd later (1147) begon de Saksische hertog Hendrik de Leeuw zijn Kruistocht tegen de Wenden. Hoewel koning Niklot de christelijke aanval in eerste instantie wist af te slaan, wist Hendrik grote delen van het Abodritenrijk te onderwerpen. In 1160 volgde een oorlog van de Noormannen en de Saksen tegen de resten van het Abodritenrijk. De stamvorst Niklot (regeerperiode 1131-1160) kwam daarbij om.

Zijn zoon Pribislav kreeg - na zijn onderwerping - in 1167 zijn vaders goederen terug als leen van Hendrik de Leeuw. Daarmee begon het geslacht van de latere (groot)hertogen van Mecklenburg.
Duitse missionarissen (o.a. Sint-Vicelinus) bekeerden de Abodriten. In 1170 erkenden de stammen de soevereiniteit van het Heilige Roomse Rijk. Daarmee werd een eerste stap gezet naar germanisatie en assimilatie. Tot ver in de 15e eeuw bleven de inwoners van het gebied echter nog Slavische dialecten (Polabisch) spreken. Deze taal stierf pas in de 18e eeuw uit.

Enkele stammen Abodriten trokken naar het zuiden en vestigen zich in de Pannonische Vlakte, waar het gebied Bodrogiensis van het middeleeuwse koninkrijk Hongarije naar hen genoemd werd.

## Opvallend
De Duitse dichter Johann Heinrich Voß (1751-1826), geboren in Mecklenburg-Strelitz, noemde zich graag een Abodriet om zijn Slavische erfenis te benadrukken. De Abodriten waren in tijd voldoende ver weg en onbekend om de opkomende etnische identificatie van de romantiek aan te spreken.